# بخش زیلایی
بخش زیلایی، یکی از بخش‌های شهرستان مارگون استان کهگیلویه و بویراحمد ایران است. مرکز این بخش، روستای ماشمی است.

## تقسیمات کشوری
- بخش زیلایی
  - دهستان زیلایی
  - دهستان شورم

## جمعیت
بر پایه سرشماری عمومی نفوس و مسکن در سال ۱۳۹۵، جمعیت بخش زیلایی برابر با ۸٬۱۷۴ نفر بوده است.